# Sitalces
Sitalces is een geslacht van rechtvleugeligen uit de familie veldsprinkhanen (Acrididae). De wetenschappelijke naam van dit geslacht is voor het eerst geldig gepubliceerd in 1878 door Stål.

## Soorten
Het geslacht Sitalces omvat de volgende soorten:
- Sitalces albipennis Bruner, 1910
- Sitalces coxalis Stål, 1878
- Sitalces jugatus Rehn, 1918
- Sitalces surinamensis Descamps & Amédégnato, 1970
- Sitalces varipennis Bruner, 1908
- Sitalces vittiventris Stål, 1878
- Sitalces volxemi Stål, 1878